# 羅德伯恩 (肯塔基州)
羅德伯恩（英語：Rodburn）是位於美國肯塔基州羅恩縣的一個非建制地區。

## 地理
羅德伯恩所處的海拔為高於海平面232米（即761英呎），而該地所採用的時區為UTC-5，即北美東部時區（EST）。同時該地設有夏令時間，為UTC-5調快一小時，即UTC-4（EDT）。